# Alekszej Pavlovics Okladnyikov
Alekszej Pavlovics Okladnyikov (Алексе́й Па́влович Окла́дников) (Konsztantyinovka, 1908. október 3. – Novoszibirszk, 1981. november 18.) szovjet régész, történész és néprajzkutató, Szibéria, a csendes-óceáni térség, a Közel-Kelet és a Távol-Kelet szakértője. Háromszor kapott Lenin-rendet (1965, 1975, 1978), megkapta a mongol Vörös Zászló érdemrendet, háromszor (1945, 1947, 1954) a Dicsőség érdemrendet, kétszer (1950, 1973) a Sztálin-díjat, valamint a Szocialista Munka Hőse kitüntetést 1978-ban.

## Pályafutása
Gyermekkorát az Irkutszki terület Birjulka nevű településén töltötte. Az 1930-as évek közepétől az irkutszki múzeumban dolgozott, majd 1938-ban Leningrádba került, ahol az akadémia régészeti intézetében kapott állást. 1945-ben őt küldték egy 1617-es orosz sarki expedíció táborának feltárására a Tajmir-félszigetre. 1961-től személyzeti vezető volt a Szovjet Tudományos Akadémia szibériai részlegén, 1962-től a Novoszibirszki Egyetem történelmi tanszékén professzor. 1966-tól az akadémia szibériai tagozata történeti, filológiai és filozófiai részlegének igazgatója, 1968-tól a SZTA rendes tagja.
Fontos kutatómunkát végzett a Távol-Kelet őskőkori, újkőkori, bronz- és vaskori kultúráinak, népeinek összehasonlítása és azonosítása terén, amelyet terepi régészként a saját maga által feltárt adatok alapján végzett. Ő tárta fel a világhírűvé vált tesik-tasi neandervölgyi jellegű leleteket. Az Amur, a Léna és az Angara folyók mellett, valamint Mongóliában ásatott legtöbbet.
Sokat publikált a Szovjetszkaja Arheologija folyóiratban. Művei közül legfontosabb az ősi társadalmak összefoglaló története, amelyben az ős- és újkőkori művészeteket és kultúrákat tárgyalja Szibériában és a Távol-Keleten. (Феномен культуры малых народов Севера // Декоративное искусство СССР. 1982.)

## Magyarul megjelent művei
- szerk.: J. P. Francev: Világtörténet tíz kötetben, tanulmányok, Budapest: Kossuth Kiadó, [1955] (1962)
- A. P. Okladnyikov–A. I. Martinov: Szibériai sziklarajzok; bev. Hoppál Mihály, ford. Kovács Zoltán; Corvina, Bp., 1983 ISBN 963-13-1535-5